# Ла-Кресент (тауншип)
Ла-Кресент (англ. La Crescent) — тауншип в округе Хьюстон, Миннесота, США. На 2000 год его население составило 1487 человек.

## География
По данным Бюро переписи населения США площадь тауншипа составляет 58,9 км², из которых 55,1 км² занимает суша, а 3,9 км² — вода (6,55 %).

## Демография
По данным переписи населения 2000 года здесь находились 1487 человек, 518 домохозяйств и 438 семей.  Плотность населения —  27,0 чел./км².  На территории тауншипа расположена 531 постройка со средней плотностью 9,6 построек на один квадратный километр. Расовый состав населения: 98,86 % белых, 0,27 % афроамериканцев, 0,13 % коренных американцев, 0,54 % азиатов, 0,07 % — других рас США и 0,13 % приходится на две или более других рас. Испанцы или латиноамериканцы любой расы составляли 0,27 % от популяции тауншипа.
Из 518 домохозяйств в 40,7 % воспитывались дети до 18 лет, в 78,8 % проживали супружеские пары, в 3,9 % проживали незамужние женщины и в 15,3 % домохозяйств проживали несемейные люди. 12,7 % домохозяйств состояли из одного человека, при том 4,6 % из — одиноких пожилых людей старше 65 лет. Средний размер домохозяйства — 2,87, а семьи — 3,13 человека.
28,4 % населения — младше 18 лет, 6,1 % — в возрасте от 18 до 24 лет, 26,8 % — от 25 до 44, 30,2 % — от 45 до 64, и 8,5 % — старше 65 лет. Средний возраст — 40 лет. На каждые 100 женщин приходилось 100,4 мужчин.  На каждые 100 женщин старше 18 приходилось 103,4 мужчин.
Средний годовой доход домохозяйства составлял 58 603 доллара, а средний годовой доход семьи —  64 886 долларов. Средний доход мужчин —  41 071  доллар, в то время как у женщин — 28 938. Доход на душу населения составил 22 298 долларов. За чертой бедности находились 1,6 % семей и 2,7 % всего населения тауншипа, из которых 2,0 % младше 18 и 2,1 % старше 65 лет.